# Ivo Courtois
Ivo Courtois is een personage uit de Vlaamse soapserie Thuis dat vanaf 2012 werd gepeeld door Leslie De Gruyter. Vlak daarvoor werd het personage twee afleveringen gespeeld door Geert Dauwe.

## Fictieve biografie
Ivo is gekend als zeer goede advocaat en is tevens de vader van zijn geadopteerde dochter Lynn. Wanneer hij met plannen zit om te scheiden van zijn vrouw zoekt hij een advocaat. hij besluit om Tom te vragen, omdat hij weet dat Tom veel talent bezit en omdat zijn dochter Lynn bij hem werkt. Hij wil namelijk weer een echte vader zijn voor haar. Op datzelfde moment heeft ook Ann een advocaat nodig en haar moeder Marianne beslist om Ivo te nemen. Ivo zorgt ervoor dat Ann maar drie maanden geschorst wordt als dokter na een misstap. Hij krijgt ook gevoelens voor Marianne en vraagt haar mee naar het feest voor advocaten (dat altijd na Nieuwjaar wordt georganiseerd). Ze gaat akkoord en vergezelt hem. Op datzelfde feest zijn Tom en Lynn. Een paar dagen later krijgt Marianne bloemen van Ivo. Marianne heeft door dat hij iets voelt voor haar. Een paar maanden later vraagt Ivo aan Marianne om te trouwen. Marianne ziet dit niet zitten. Niet veel later zegt Lynn dat ze verkracht werd door Tom. Ivo komt al vlug te weten dat dit niet waar is, echter gebruikt hij de situatie om Marianne te chanteren. Als zij met hem trouwt, zorgt hij ervoor dat de klacht wordt ingetrokken. Peter Vlerick roept Marianne op als getuige waarin ze verklaart dat tegen haar zin het contract heeft ondertekend. Ook geeft Lynn toe dat ze Tom onterecht beschuldigt van verkrachting.
Aan het einde van aflevering 3500 (17 januari 2014) komt Ivo plotseling tevoorschijn in de Zus & Zo als advocaat voor Ann en Mayra.